# Hypomélanose maculeuse confluente et progressive

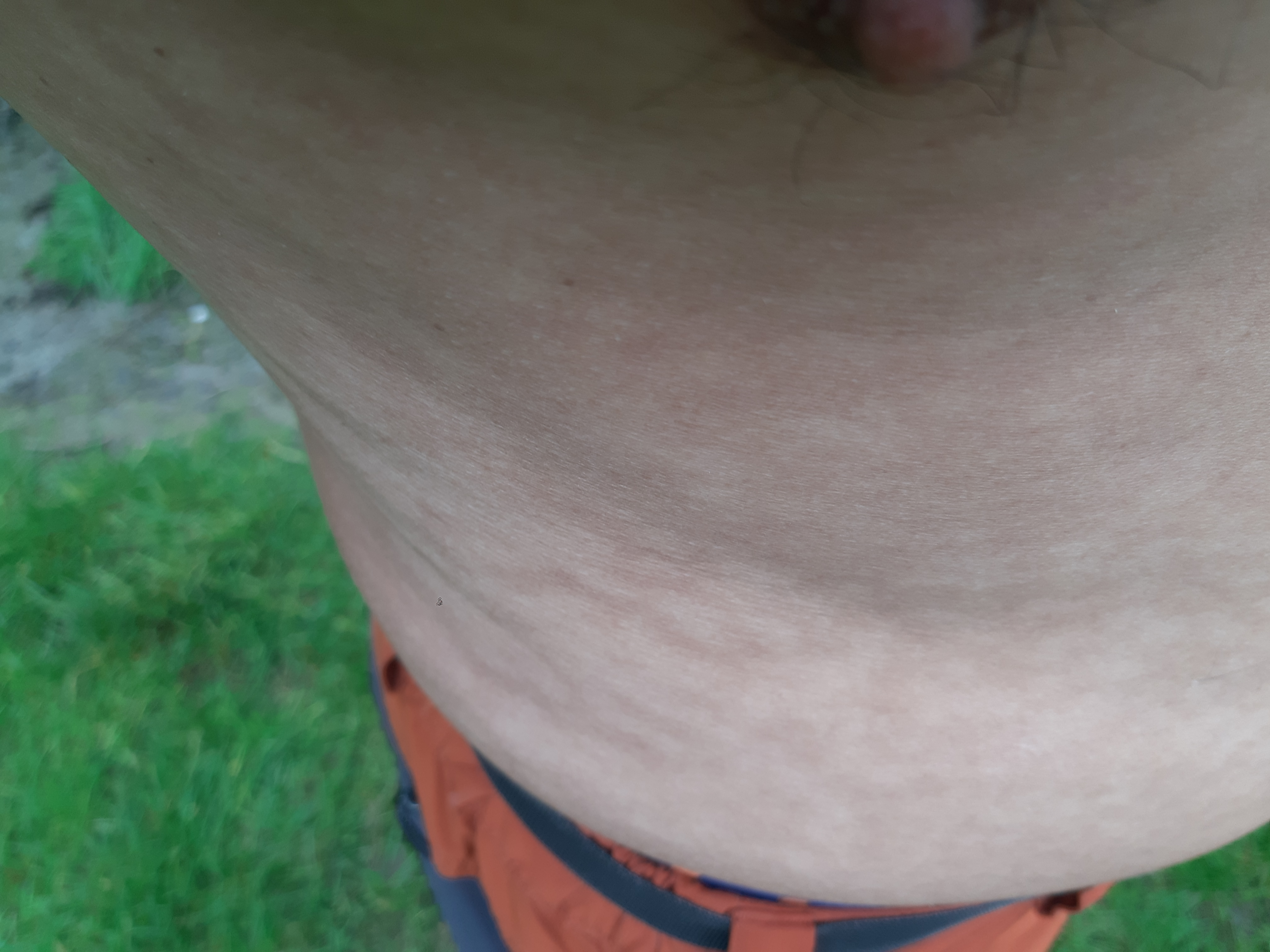
Dyschromie face latérale de l'abdomen.

L'hypomélanose maculeuse confluente et progressive (en anglais : progressive macular hypomelanosis) est une dépigmentation en goutte, locale et envahissante de la peau humaine qui se déclenche à l'adolescence ou chez le jeune adulte. Bénigne cette dermatose présente un impact inesthétique certain, surtout après des années d'évolution sans traitement. Cette pathologie se propage lentement démarrant le plus souvent sur la face postérieure du tronc (sacrum, lombaires). Tous les types de peau sont affectés. En 1985, l'immunologiste Gerard Guillet et le dermatologue Raymond Hélénon la décrivent pour la première fois sur l'archipel des Antilles. Aussi lui donne-t-on parfois l'autre nom de dyschromie créole même si elle a été observée depuis sur l'ensemble des 5 continents.

## Épidémiologie
Faute d'études sur un échantillon significatif de population, la véritable prévalence de cette maladie est inconnue. En réalité, ses statistiques sont probablement sous-estimées (diagnostic erroné…). Certaines études soulignent une prédilection féminine, (dérèglement hormonal) ; d'autres mentionnent autant l'homme que la femme, ou encore une prédominance masculine.

## Symptômes

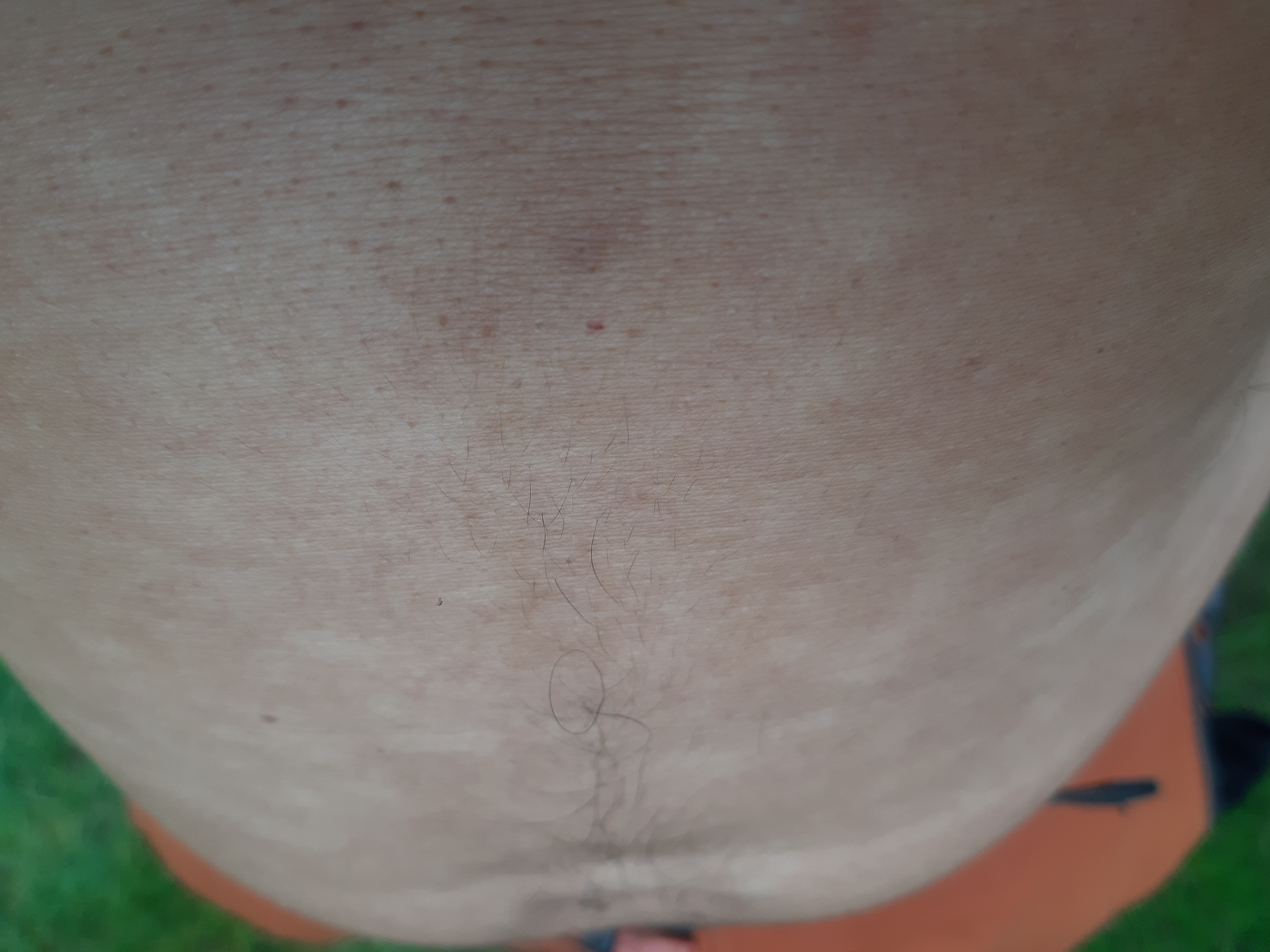
Dyschromie de l'abdomen.

L'hypomélanose maculeuse confluente et progressive se manifeste par l'apparition lente et progressive des multiples petites taches circulaires (0,5  à   3 cm) légèrement décolorées et asymptomatiques (sans prurit, desquamation ni inflammation) qui ont tendance à fusionner en de plus grosses plaques (coalescence). Il n'y a pas de perte totale de pigmentation comme dans le vitiligo. Sa répartition est assez symétrique et sa zone de prédilection est sans conteste la face postérieure du tronc notamment les parties basses (sacrum et lombaire). Toutefois on retrouve quand même cette affection sur les jambes, le fessier, le ventre et les épaules de certaines personnes ; pour l'essentiel des zones peu exposées au soleil. A ses premiers stades, elle est souvent confondue avec du pityriasis versicolor (une mycose due a un champignon de la flore commensale humaine) et traitée de façon excessive par des antifongiques.

## Physiologie
L'examen de la peau montre une diminution des mélanosomes (organites du mélanocyte et producteur de mélanine) et de l'activité de la tyrosine (précurseur de la mélanine). Une perturbation de la concentration en protéine S100 est aussi démontrée. De plus les Kératinocytes possèdent une distribution anormale de leurs fibres structurelles (Tonofilaments). Un nombre excessive d'apoptose est également relevé au sein de leur population.

## Étiologie, causes
La cause de l'hypomélanose maculeuse confluente et progressive est inconnue mais on soupçonne une bactérie naturelle de la peau humaine d'être l'un des ingrédients : le Propionibacterium acnes qui se reproduit fortement dans le sébum humain en consommant ses acides et triglycérides. L’activité de cette bactérie semble interférer dans la chaîne de production de la mélanine. Cela expliquerait pourquoi cette dermatose se déclenche à l’adolescence et dans des zones riches en glandes sébacées.

## Traitements
Il existe deux principaux traitements qui peuvent aussi être combinés. L’antibiothérapie (Erythromycine par exemple) seule aboutit a un faible taux de rémission. Les résultats sont lents à venir mais plus durables. les risques de rechute sont faibles. La photothérapie en ondes courtes d'UVB (Narrow-band ultraviolet B therapy) obtient les meilleurs résultats mais les rechutes sont fréquentes. La combinaison des deux traitements semble être le meilleur compromis pour optimiser efficacité et pérennité. A noter qu'une faible portion de personnes guérissent spontanément sans traitement,,.